# Borne (Germania)
Borne è un comune di 1 146 abitanti situato nel land della Sassonia-Anhalt, in Germania.
Appartiene al circondario (Landkreis) del Salzland e fa parte della comunità amministrativa Egelner Mulde.